# トヨタ・ヴェンザ
ヴェンザ（VENZA）は、トヨタ自動車が主に北米地域で販売している中型クロスオーバーSUVである。

## 初代（2008年 - 2017年）
2008年の北米国際オートショーで発表された。2005年の北米国際オートショーで公開されたFT-SXコンセプトの市販モデルに相当する。外観やコンセプトはマークXジオとよく似ているが、両者は窓ガラスや外板も異なる全くの別物である。また、ヴェンザは5人乗り仕様のみである。
ヴェンザの開発はミシガン州アナーバーにあるトヨタテクニカルセンター（TTC）が主体となって行われ、スタイリングは南カリフォルニアのCALTYによって手がけられた。製造はケンタッキー州ジョージタウンにあるトヨタ・モーター・マニュファクチャリング・ケンタッキー（TMMK）にて行われる。
プラットフォームはカムリをベースとする。エンジンは1AR-FE型 直列4気筒 2.7Lと2GR-FE型 V型6気筒 3.5Lの2種類がラインナップされる。なお、ヴェンザはARエンジンを搭載した最初の車種である。
2012年4月、ニューヨーク国際オートショーにてフェイスリフトを受けた2013年モデルが発表された。同年11月からは韓国向けに、また2013年4月からはロシア・ウクライナ向け輸出も開始している。
2015年6月、アメリカ合衆国向けの製造を終了。トヨタは、ハイランダーおよびRAV4ハイブリッドを後継車としている。カナダ等への輸出向け製造は継続。
2017年12月、カナダでの販売も終了し、9年の歴史に幕を閉じた。

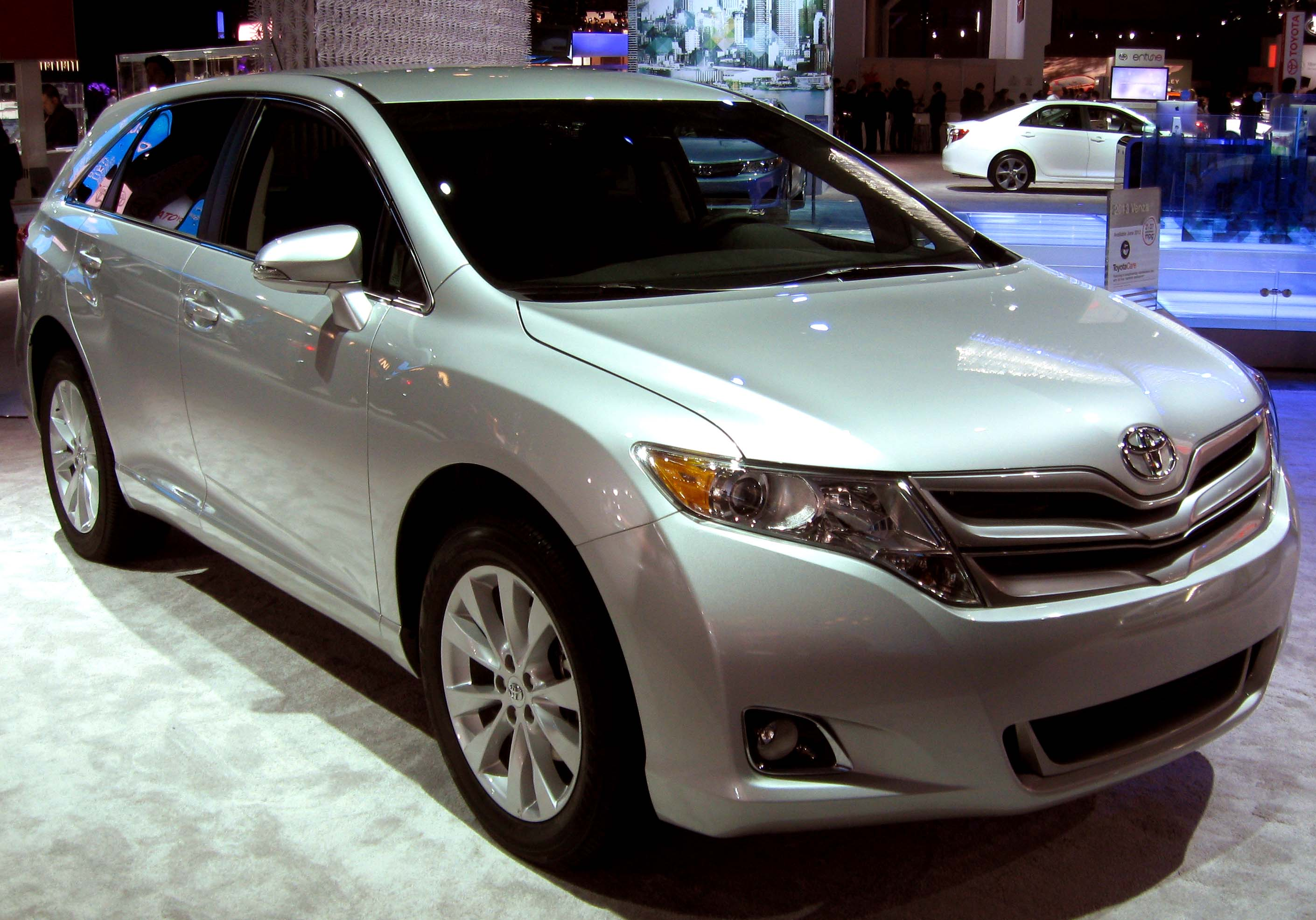
後期　LE
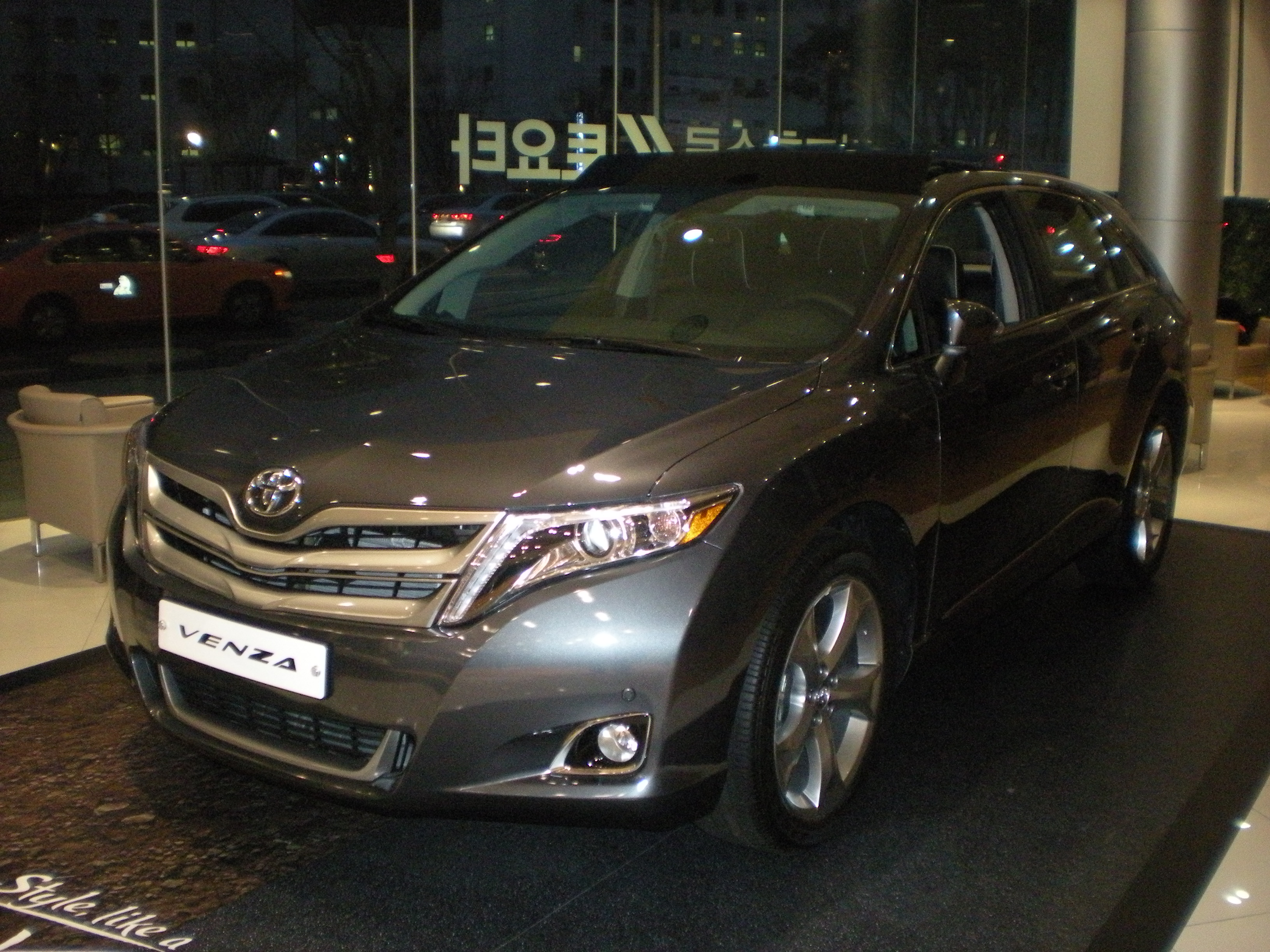
韓国仕様　フロント
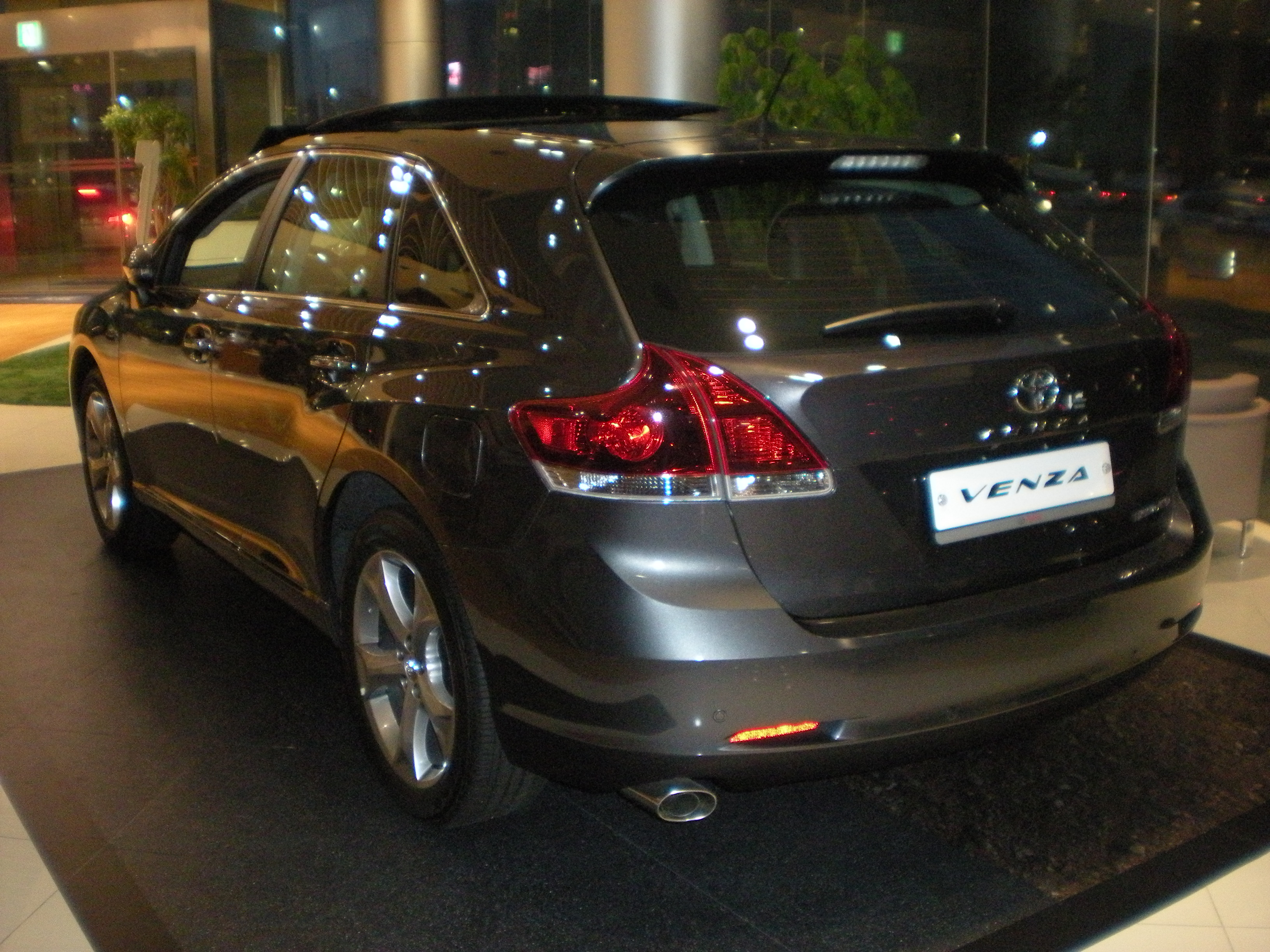
韓国仕様　リヤ

## 2代目（北米仕様: 2020年 - 2024年、中国仕様: 2021年 - ）

### 北米仕様
2020年に4代目ハリアー（8#型）のアメリカ向けモデルとして3年ぶりに復活。アメリカにおいてはRAV4とハイランダーの中間に位置付けられる。4代目ハリアー（AXUH85型）をベースとするため、全長と全幅が先代より若干コンパクトになった。パワートレインは全グレードにおいてハイブリッド+AWDのみあり、日本仕様のハリアーで設定のあるガソリン車やFF車の設定はない。なお2024年モデルを最後に北米での販売を終了した。後継車はクラウン・シグニア（日本名クラウンエステート）。
生産はトヨタ自動車高岡工場（愛知県）で行われている。

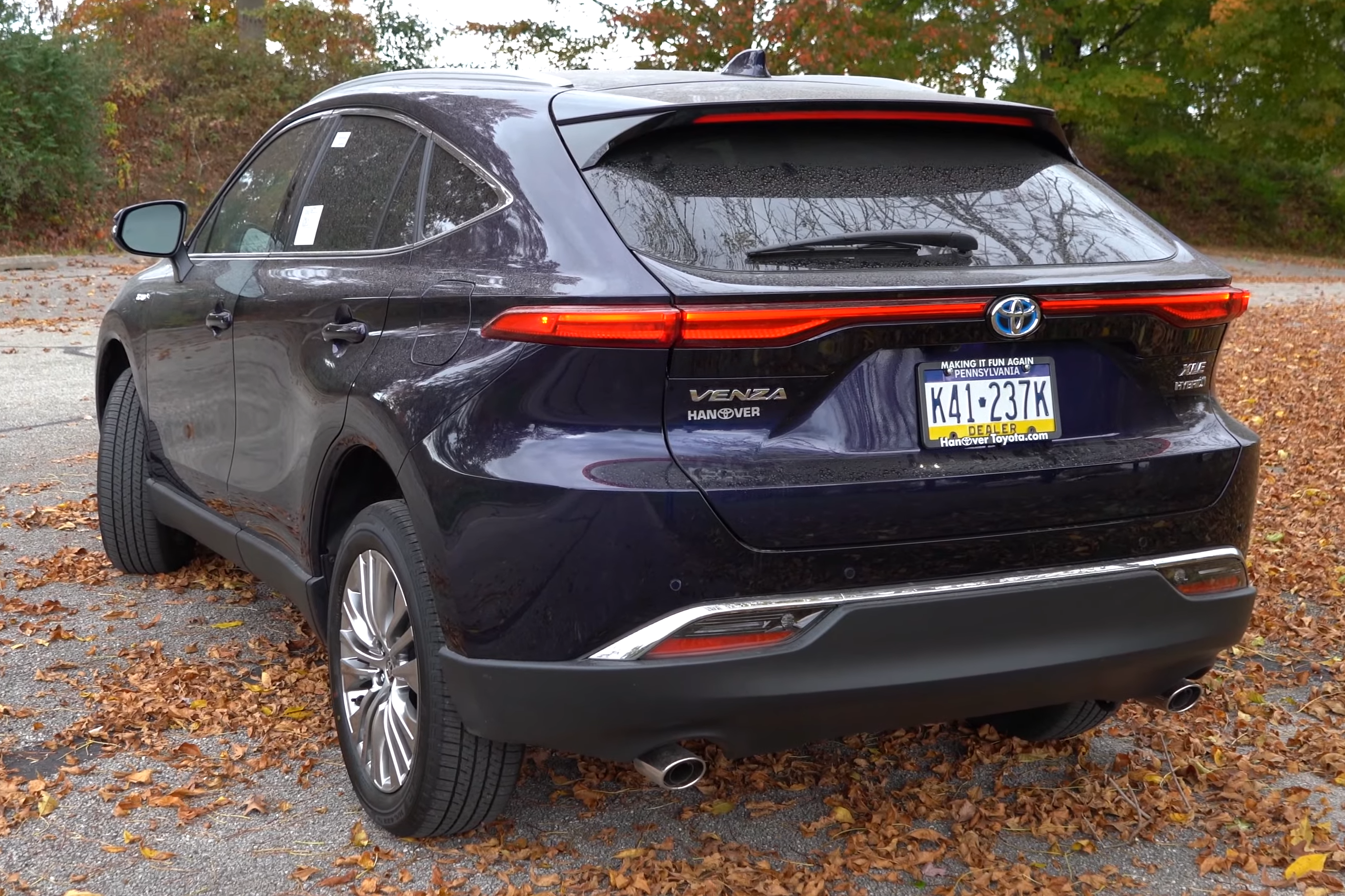
北米仕様リア

### 中国仕様（広汽豊田）
- 2021年11月19日、トヨタ自動車と中国の自動車メーカーである、広州汽車集団との合弁会社である、広汽トヨタ自動車が世界初公開[4]。

TNGAプラットフォームを採用し、トヨタマークを中心にフロントフェイスの中央部分が突き出すような、独自のフロントフェイスを採用。内装には調光パノラマルーフなどの快適装備が採用されるほか、防音材の積極採用や厚みのある窓ガラスを装備したことで、静粛性にも優れている。パワーユニットは2リッターガソリン仕様と2.5リッターガソリン＋モーターのハイブリッド仕様を設定。駆動方式は、ガソリン仕様とハイブリッド仕様にそれぞれ2WDと4WD（ハイブリッドはE-Four）が設定される。グレード展開はガソリン仕様で3グレード、ハイブリッド仕様で3グレードの計6グレードを展開。現地での価格は21万6800元から30万3800元。